# Blue Wonder Power Milk
Blue Wonder Power Milk – drugi album studyjny belgijskiego zespołu Hooverphonic wydany 11 sierpnia 1998. Pierwszy album z wokalistką Geike Arnaert. Singlami z tego albumu były „This Strange Effect”, „Lung”, „Club Montepulciano” i „Eden”.

## Lista utworów
1. „Battersea” (Alex Callier) – 3:50
2. „One Way Ride” (Callier) – 3:22
3. „Dictionary” (Callier) – 3:32
4. „Club Monterpulciano” (Callier) – 3:41
5. „Eden” (Callier) – 3:33
6. „Lung” (Callier) – 2:44
7. „Electro Shock Faders” (Callier) – 3:07
8. „Out of Tune” (Frank Duchêne) – 3:26
9. „This Strange Effect” (Davies) – 3:55
10. „Renaissance Affair” (Callier) – 3:25
11. „Tuna” (Bartsoen, Callier) – 3:48
12. „Magenta” (Callier) – 4:51
13. „Blue Wonder Power Milk” (ukryty utwór) – 3:06

## Muzycy
- Geike Arnaert – wokal
- Alex Callier – gitara basowa, aranżacje smyczkowe, programowanie, klawicze, wokal
- Frank Duchêne – klawisze, inżynieria dźwięku, chórki
- Raymond Geerts – gitara